# Pelecotheca macilenta
Pelecotheca macilenta là một loài ruồi trong họ Tachinidae.